# Ermida de Santa Bárbara (Horta)

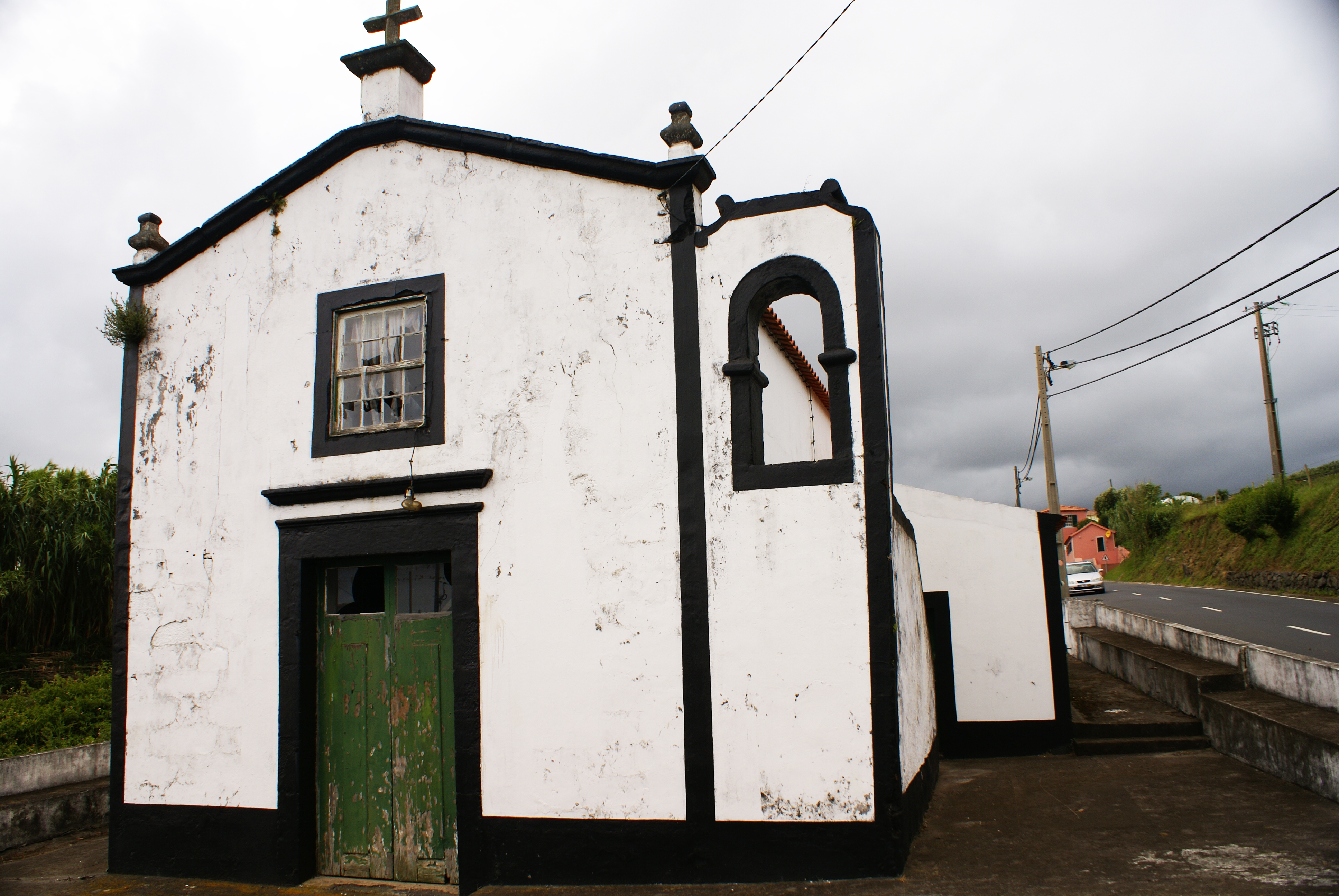
Ermida de Santa Bárbara, fachada.

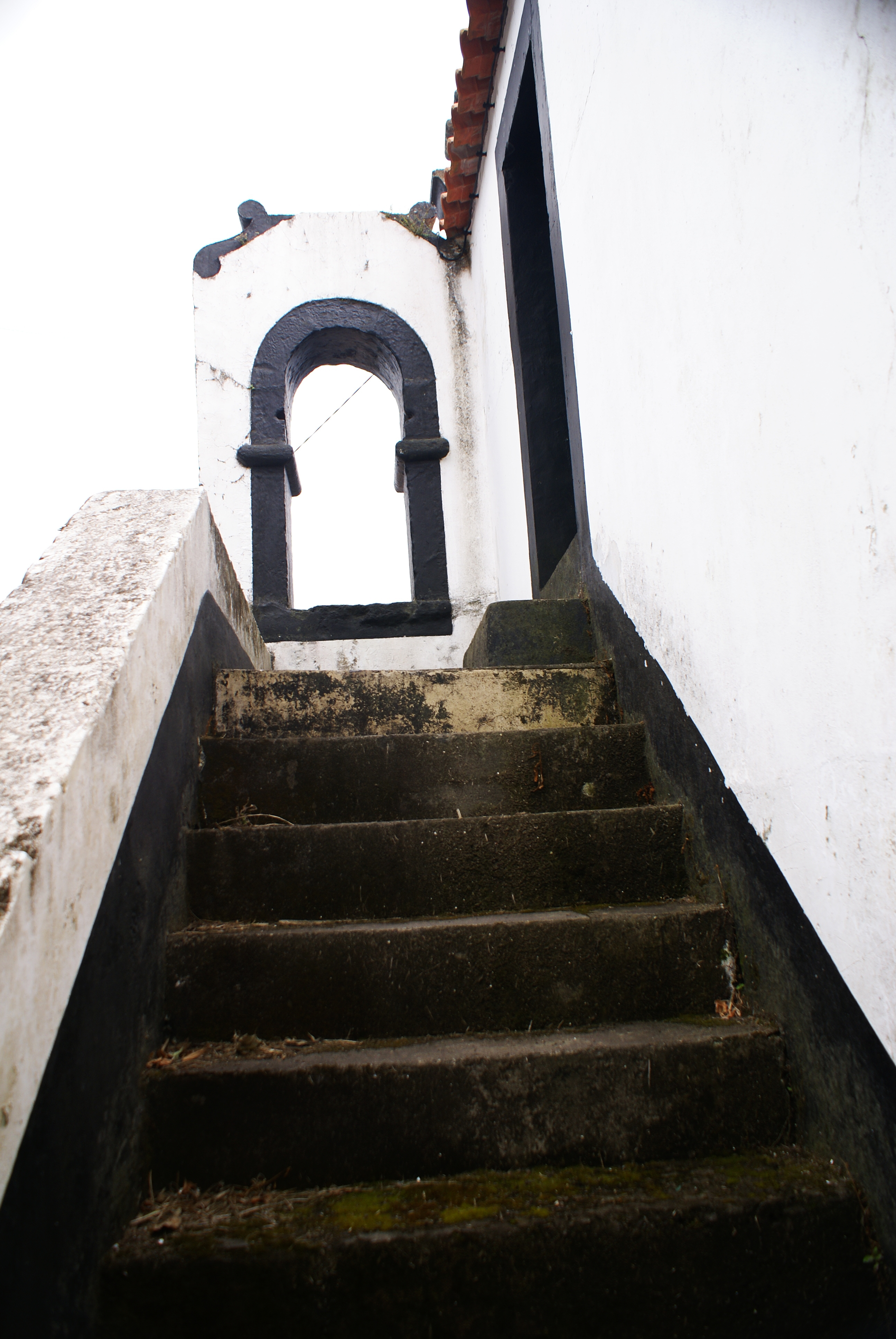
Ermida de Santa Bárbara, sineira.

A Ermida de Santa Bárbara é uma Ermida portuguesa localizada na freguesia das Angústias, no concelho da Horta, na ilha do Faial, no arquipélago dos Açores.
Esta ermida apresenta-se com uma construção simples dotada por sineira embora sem torre. No interior da ermida existe um pequena capela-mor e dois altares no corpo principal, tudo revestido a talha dourada.
Este templo encontra-se entre os mais antigos da ilha do Faial, tendo sido construído em 1500, por iniciativa de Pero Pasteleiro e de sua esposa, Madalena da Rosa.
Em 1850 este templo foi fortemente afectado por um sismo, tendo no entanto sido restauro alguns anos depois, embora à data presente (2013) se encontre a necessitar de alguns restauros, particularmente no que toca à pintura das paredes, o que não é aparente nesta foto, pois as portas e janelas já foram restauradas.